# Lista produkcji Illumination
Lista produkcji Illumination – lista filmów Illumination, amerykańskiej wytwórni filmów animowanych z siedzibą w Santa Monica w stanie Kalifornia. Do 2024 roku firma Illumination wydała 15 filmów fabularnych, z których wszystkie zostały wydane pod szyldem Universal Pictures.

## Projekty

### Projekty ukończone
Przedsiębiorstwo wyprodukowało swój pierwszy pełnometrażowy film Jak ukraść księżyc w 2010 roku. Ich druga produkcja – Hop, została wydana w 2011, a trzeci film studia – Lorax wyprodukowano w 2012 roku. W 2013 powstała kontynuacja Jak ukraść księżyc pt. Minionki rozrabiają. Film prequel, Minionki, został wydany w 2015 roku. Sekretne życie zwierzaków domowych to film rozpoczynający drugą serię filmową studia i został wydany w 2016 roku. W tym samym roku filmem Sing rozpoczęto trzecią serię. Drugi sequel pierwszej serii: Gru, Dru i Minionki został wydany w 2017. W 2018 roku na podstawie książki Dr. Seussa wydano film Grinch. Kontynuacja drugiej serii: Sekretne życie zwierzaków domowych 2 została wydana w 2019. Sequel serii Sing: Sing 2 został wydany w 2021. W 2022 roku premierę miała kontynuacja spin-offu/prequela Minionki: Wejście Gru. W 2023 roku wydano dwa filmy: w kwietniu Super Mario Bros. Film, produkcję opartą na serii gier wideo o tej samej nazwie, a w grudniu film Wyfrunięci. 3 lipca 2024 roku premierę miał film Gru i Minionki: Pod przykrywką – czwarty z serii Jak ukraść księżyc.

### Nadchodzące projekty
W 2026 roku, 3 kwietnia odbędzie się premiera sequelu filmu Super Mario Bros. Film, a 1 lipca wyjdzie trzecia część Minionków. Ponadto pojawi się 30 czerwca niezidentyfikowany projekt Illumination. Sekretne życie zwierzaków domowych 3, Sing 3, Big Tree i niezatytułowany film Pharrell Williamsa, to filmy które pozostają w fazie rozwoju.

## Filmy fabularne

### Daty premiery i ekipa
| #                   | Oryginalny tytuł                            | Polski tytuł                         | Premiera USA        | Premiera Polska     | Reżyseria                                                             | Scenariusz                                                       | Kompozytor                                           | Producent wykonawczy                    | Producent                                 | Usługa animacji                | Korproducent        | Dystrybutor         | Przypisy            |
| Wyprodukowane filmy | Wyprodukowane filmy                         | Wyprodukowane filmy                  | Wyprodukowane filmy | Wyprodukowane filmy | Wyprodukowane filmy                                                   | Wyprodukowane filmy                                              | Wyprodukowane filmy                                  | Wyprodukowane filmy                     | Wyprodukowane filmy                       | Wyprodukowane filmy            | Wyprodukowane filmy | Wyprodukowane filmy | Wyprodukowane filmy |
| ------------------- | ------------------------------------------- | ------------------------------------ | ------------------- | ------------------- | --------------------------------------------------------------------- | ---------------------------------------------------------------- | ---------------------------------------------------- | --------------------------------------- | ----------------------------------------- | ------------------------------ | ------------------- | ------------------- | ------------------- |
| 1.                  | Despicable Me                               | Jak ukraść księżyc                   | 9 lipca 2010        | 20 sierpnia 2010    | Chris Renaud Pierre Coffin                                            | Cinco Paul Ken DaurioHistoria: Sergio Pablos                     | Heitor PereiraPiosenki i motywy: Pharrell Williams   | Sergio Pablos Nina Rowan                | Chris Meledandri Janet Healy John Cohen   | Mac Guff                       |                     | Universal Pictures  | [ 13 ]              |
| 2.                  | Hop                                         | Hop                                  | 1 kwietnia 2011     | 1 kwietnia 2011     | Tim Hill                                                              | Cinco Paul Ken Daurio Brian LynchHistoria: Cinco Paul Ken Daurio | Christopher Lennertz                                 | John Cohen                              | Chris Meledandri Michele Imperato Stabile | Rhythm & Hues                  | Relativity Media    | Universal Pictures  | [ 14 ]              |
| 3.                  | The Lorax                                   | Lorax                                | 2 marca 2012        | 9 marca 2012        | Chris RenaudWspółreżyser: Kyle Balda                                  | Na podstawie Lorax Dr. Seuss                                     | John PowellPiosenki i motywy: John Powell Cinco Paul | Audrey Geisel Ken Daurio Cinco Paul     | Chris Meledandri Janet Healy              | Illumination Mac Guff Mac Guff |                     | Universal Pictures  | [ 15 ]              |
| 3.                  | The Lorax                                   | Lorax                                | 2 marca 2012        | 9 marca 2012        | Chris RenaudWspółreżyser: Kyle Balda                                  | Cinco Paul Ken Daurio                                            | John PowellPiosenki i motywy: John Powell Cinco Paul | Audrey Geisel Ken Daurio Cinco Paul     | Chris Meledandri Janet Healy              | Illumination Mac Guff Mac Guff |                     | Universal Pictures  | [ 15 ]              |
| 4.                  | Despicable Me 2                             | Minionki rozrabiają                  | 3 lipca 2013        | 12 lipca 2013       | Chris Renaud Pierre Coffin                                            | Cinco Paul Ken Daurio                                            | Heitor PereiraPiosenki i motywy: Pharrell Williams   |                                         | Chris Meledandri Janet Healy              | Illumination Mac Guff          | [ 16 ]              | Universal Pictures  |                     |
| 5.                  | Minions                                     | Minionki                             | 10 lipca 2015       | 26 czerwca 2015     | Pierre Coffin Kyle Balda                                              | Brian Lynch                                                      | Heitor Pereira                                       | Chris Renaud                            | Chris Meledandri Janet Healy              | Illumination Mac Guff          | [ 17 ]              | Universal Pictures  |                     |
| 6.                  | The Secret Life of Pets                     | Sekretne życie zwierzaków domowych   | 8 lipca 2016        | 23 września 2016    | Chris RenaudWspółreżyser: Yarrow Cheney                               | Cinco Paul Ken Daurio Brian Lynch                                | Alexandre Desplat                                    |                                         | Chris Meledandri Janet Healy              | Illumination Mac Guff          | [ 18 ]              | Universal Pictures  |                     |
| 7.                  | Sing                                        | Sing                                 | 21 grudnia 2016     | 6 stycznia 2017     | Garth JenningsWspółreżyser: Christophe Lourdelet                      | Garth Jennings                                                   | Joby Talbot                                          | [ 19 ]                                  | Chris Meledandri Janet Healy              | Illumination Mac Guff          |                     | Universal Pictures  |                     |
| 8.                  | Despicable Me 3                             | Gru, Dru i Minionki                  | 30 czerwca 2017     | 30 czerwca 2017     | Pierre Coffin Kyle BaldaWspółreżyser: Eric Guillon                    | Cinco Paul Ken Daurio                                            | Heitor PereiraPiosenki i motywy: Pharrell Williams   | Chris Renaud                            | Chris Meledandri Janet Healy              | Illumination Mac Guff          | [ 20 ]              | Universal Pictures  |                     |
| 9.                  | The Grinch                                  | Grinch                               | 9 listopada 2018    | 30 listopada 2018   | Scott Mosier Yarrow Cheney                                            | Na podstawie Grinch Dr. Seuss                                    | Danny Elfman                                         | Latifa Ouaou Audrey Geisel Chris Renaud | Chris Meledandri Janet Healy              | Illumination Mac Guff          | [ 21 ]              | Universal Pictures  |                     |
| 9.                  | The Grinch                                  | Grinch                               | 9 listopada 2018    | 30 listopada 2018   | Scott Mosier Yarrow Cheney                                            | Michael LeSieur Tommy Swerdlow                                   | Danny Elfman                                         | Latifa Ouaou Audrey Geisel Chris Renaud | Chris Meledandri Janet Healy              | Illumination Mac Guff          | [ 21 ]              | Universal Pictures  |                     |
| 10.                 | The Secret Life of Pets 2                   | Sekretne życie zwierzaków domowych 2 | 7 czerwca 2019      | 28 czerwca 2019     | Chris RenaudWspółreżyser: Jonathan del Val                            | Brian Lynch                                                      | Alexandre Desplat                                    | Brett Hoffman                           | Chris Meledandri Janet Healy              | Illumination Mac Guff          | [ 22 ]              | Universal Pictures  |                     |
| 11.                 | Sing 2                                      | Sing 2                               | 22 grudnia 2021     | 21 stycznia 2022    | Garth JenningsWspółreżyser: Christophe Lourdelet                      | Garth Jennings                                                   | Joby Talbot                                          | Dana Krupinski                          | Chris Meledandri Janet Healy              | Illumination Studios Paris     | [ 23 ]              | Universal Pictures  |                     |
| 12.                 | Minions: The Rise of Gru                    | Minionki: Wejście Gru                | 1 lipca 2022        | 1 lipca 2022        | Kyle BaldaWspółreżyser: Brad Ableson Jonathan del Val                 | Matthew FogelHistoria: Brian Lynch Matthew Fogel                 | Heitor Pereira                                       | Brett Hoffman                           | Chris Meledandri Janet Healy Chris Renaud | Illumination Studios Paris     | [ 24 ]              | Universal Pictures  |                     |
| 13.                 | The Super Mario Bros. Movie                 | Super Mario Bros. Film               | 5 kwietnia 2023     | 26 maja 2023        | Aaron Horvath Michael JelenicWspółreżyser: Pierre Leduc Fabien Polack | Na podstawie gier wideo Super Mario Bros firmy Nintendo          | Brian TylerMotywy: Koji Kondo                        | Brett Hoffman Bill Ryan Yusuke Beppu    | Chris Meledandri Shigeru Miyamoto         | Illumination Studios Paris     | Nintendo            | Universal Pictures  | [ 25 ]              |
| 13.                 | The Super Mario Bros. Movie                 | Super Mario Bros. Film               | 5 kwietnia 2023     | 26 maja 2023        | Aaron Horvath Michael JelenicWspółreżyser: Pierre Leduc Fabien Polack | Matthew Fogel                                                    | Brian TylerMotywy: Koji Kondo                        | Brett Hoffman Bill Ryan Yusuke Beppu    | Chris Meledandri Shigeru Miyamoto         | Illumination Studios Paris     | Nintendo            | Universal Pictures  | [ 25 ]              |
| 14.                 | Migration                                   | Wyfrunięci                           | 22 grudnia 2023     | 5 stycznia 2024     | Benjamin RennerWspółreżyser: Guylo Homsy                              | Mike WhiteHistoria: Mike White Benjamin Renner                   | John Powell                                          | Joy Poirel                              | Chris Meledandri                          | Illumination Studios Paris     |                     | Universal Pictures  | [ 26 ]              |
| 15.                 | Despicable Me 4                             | Gru i Minionki: Pod przykrywką       | 3 lipca 2024        | 5 lipca 2024        | Chris RenaudWspółreżyser: Patrick Delage                              | Mike White Ken Daurio                                            | Heitor PereiraPiosenki i motywy: Pharrell Williams   |                                         | Chris Meledandri Brett Hoffman            | Illumination Studios Paris     | [ 27 ]              | Universal Pictures  |                     |
| Przyszłe filmy      |                                             |                                      |                     |                     |                                                                       |                                                                  |                                                      |                                         |                                           |                                |                     |                     |                     |
| 16.                 | Untitled The Super Mario Bros. Movie sequel | BRAK DANYCH                          | 3 kwietnia 2026     | BRAK DANYCH         | Aaron Horvath Michael Jelenic                                         | Na podstawie gier wideo Super Mario Bros firmy Nintendo          | BRAK DANYCH                                          | BRAK DANYCH                             | Chris Meledandri Shigeru Miyamoto         | Illumination Studios Paris     | Nintendo            | Universal Pictures  | [ 28 ]              |
| 16.                 | Untitled The Super Mario Bros. Movie sequel | BRAK DANYCH                          | 3 kwietnia 2026     | BRAK DANYCH         | Aaron Horvath Michael Jelenic                                         | Matthew Fogel                                                    | BRAK DANYCH                                          | BRAK DANYCH                             | Chris Meledandri Shigeru Miyamoto         | Illumination Studios Paris     | Nintendo            | Universal Pictures  | [ 28 ]              |
| 17.                 | Untitled third Minions movie                | BRAK DANYCH                          | 1 lipca 2026        | BRAK DANYCH         | Pierre Coffin                                                         | Brian Lynch                                                      | BRAK DANYCH                                          | BRAK DANYCH                             | Chris Meledandri Bill Ryan                | Illumination Studios Paris     |                     | Universal Pictures  | [ 29 ]              |
| 18.                 | BRAK DANYCH                                 | BRAK DANYCH                          | 30 czerwca 2027     | BRAK DANYCH         | BRAK DANYCH                                                           | BRAK DANYCH                                                      | BRAK DANYCH                                          | BRAK DANYCH                             | BRAK DANYCH                               | BRAK DANYCH                    | BRAK DANYCH         | Universal Pictures  | [ 29 ]              |
| 19.                 | Untitled third Secret Life of Pets movie    | BRAK DANYCH                          | BRAK DANYCH         | BRAK DANYCH         | BRAK DANYCH                                                           | BRAK DANYCH                                                      | BRAK DANYCH                                          | BRAK DANYCH                             | BRAK DANYCH                               | BRAK DANYCH                    | BRAK DANYCH         | Universal Pictures  | [ 30 ]              |
| 20.                 | Untitled third Sing movie                   | BRAK DANYCH                          | BRAK DANYCH         | BRAK DANYCH         | BRAK DANYCH                                                           | BRAK DANYCH                                                      | BRAK DANYCH                                          | BRAK DANYCH                             | BRAK DANYCH                               | BRAK DANYCH                    | BRAK DANYCH         | Universal Pictures  | [ 30 ]              |
| 21.                 | Big Tree                                    | BRAK DANYCH                          | BRAK DANYCH         | BRAK DANYCH         | BRAK DANYCH                                                           | BRAK DANYCH                                                      | BRAK DANYCH                                          | BRAK DANYCH                             | BRAK DANYCH                               | BRAK DANYCH                    | BRAK DANYCH         | Universal Pictures  | [ 31 ]              |
| 22.                 | Untitled Pharrell Williams's movie          | BRAK DANYCH                          | BRAK DANYCH         | BRAK DANYCH         | BRAK DANYCH                                                           | BRAK DANYCH                                                      | BRAK DANYCH                                          | BRAK DANYCH                             | BRAK DANYCH                               | BRAK DANYCH                    | BRAK DANYCH         | Universal Pictures  | [ 32 ]              |

### Ocena krytyków
| Film                                 | Rotten Tomatoes | Metacritic | CinemaScore | Przypisy |
| ------------------------------------ | --------------- | ---------- | ----------- | -------- |
| Jak ukraść księżyc                   | 81%             | 72/100     | A           | [ 33 ]   |
| Hop                                  | 24%             | 41/100     | A-          | [ 34 ]   |
| Lorax                                | 54%             | 46/100     | A           | [ 35 ]   |
| Minionki rozrabiają                  | 75%             | 62/100     | A           | [ 36 ]   |
| Minionki                             | 55%             | 56/100     | A           | [ 37 ]   |
| Sekretne życie zwierzaków domowych   | 73%             | 61/100     | A-          | [ 38 ]   |
| Sing                                 | 72%             | 59/100     | A           | [ 39 ]   |
| Gru, Dru i Minionki                  | 58%             | 49/100     | A-          | [ 40 ]   |
| Grinch                               | 59%             | 51/100     | A-          | [ 41 ]   |
| Sekretne życie zwierzaków domowych 2 | 60%             | 55/100     | A-          | [ 42 ]   |
| Sing 2                               | 71%             | 51/100     | A+          | [ 43 ]   |
| Minionki: Wejście Gru                | 72%             | 56/100     | A           | [ 44 ]   |
| Super Mario Bros. Film               | 59%             | 46/100     | A           | [ 45 ]   |
| Wyfrunięci                           | 72%             | 56/100     | A           | [ 46 ]   |
| Gru i Minionki: Pod przykrywką       | 56%             | 52/100     | A           | [ 47 ]   |

### Dochody
Wszystkie kwoty podane w milionach dolarów amerykańskich.
| Film                                 | Budżet   | Ameryka Północna | Ameryka Północna | Poza Ameryką | Na całym świecie | Przypisy |
| Film                                 | Budżet   | Otwarcie         | Całość           | Poza Ameryką | Na całym świecie | Przypisy |
| ------------------------------------ | -------- | ---------------- | ---------------- | ------------ | ---------------- | -------- |
| Jak ukraść księżyc                   | 69       | 56,3             | 251,5            | 291,6        | 543,1            | [ 48 ]   |
| Hop                                  | 63       | 37,5             | 108              | 75,8         | 183,9            | [ 49 ]   |
| Lorax                                | 70       | 70,2             | 214              | 134,8        | 348,8            | [ 50 ]   |
| Minionki rozrabiają                  | 76       | 83,5             | 368              | 602,7        | 970,8            | [ 51 ]   |
| Minionki                             | 74       | 115,7            | 336              | 823,4        | 1159             | [ 52 ]   |
| Sekretne życie zwierzaków domowych   | 75       | 104,3            | 368,3            | 507,1        | 875,5            | [ 53 ]   |
| Sing                                 | 75       | 35,2             | 270,3            | 363,8        | 634,2            | [ 54 ]   |
| Gru, Dru i Minionki                  | 80       | 72,4             | 264,6            | 770,2        | 1035             | [ 55 ]   |
| Grinch                               | 75       | 67,5             | 270,5            | 238,3        | 508,8            | [ 56 ]   |
| Sekretne życie zwierzaków domowych 2 | 80       | 46,6             | 158,9            | 271,1        | 430              | [ 57 ]   |
| Sing 2                               | 85       | 22,3             | 162,8            | 243,2        | 406              | [ 58 ]   |
| Minionki: Wejście Gru                | 80 - 100 | 108,5            | 370,3            | 570,4        | 940,7            | [ 59 ]   |
| Super Mario Bros. Film               | 100      | 146,4            | 574,9            | 788,4        | 1363,3           | [ 60 ]   |
| Wyfrunięci                           | 72       | 12,5             | 127,3            | 171,3        | 298,6            | [ 61 ]   |
| Gru i Minionki: Pod przykrywką       | 100      | 122.6            | 361              | 610          | 971              | [ 62 ]   |

## Atrakcje turystyczne
| #  | Nazwa                                | Data otwarcia |
| -- | ------------------------------------ | ------------- |
| 1. | Despicable Me: Minion Mayhem         | 2012          |
| 2. | The Secret Life of Pets: Off a Leash | 2020          |